# 精密採点
精密採点（せいみつさいてん）とは、第一興商の通信カラオケ機、DAM-G100 (BB cyber DAM) 以降に実装されている採点機能の一種である。

## 概要
シリーズ通じて、音程の正確さのみならず、しゃくり・ビブラート・こぶし・フォール等の装飾的な歌唱法を検知して採点基準に含ませているのが特徴である。
精密採点を利用するには、リモコンあるいは機械本体のキースイッチを押す。リモコンの機種によっては、メニュー画面から選択して精密採点のボタンを押しても利用できる（DAMステーションやデンモクiDが該当）。ただし、「LIVE DAM Ai」は本体に採点のキースイッチは付いておらず、デンモクの採点メニューまたは本体キースイッチのメニュー項目からの選択、並びにボイスコマンドで「OK、DAM」と呼び出しての起動となる。
リクエスト番号が受理されると、それ以降の楽曲の演奏中は、画面右上部に採点状況を示すアイコンが表示される。1曲の演奏終了後には、歌唱に対する各観点からの評価と、それらを総合した得点（100点満点）が表示される。終了する際はリクエスト番号8000-01を入力し、演奏中止ボタンを押す。また、演奏終了後に一定時間予約がない場合も自動で終了する。
「LIVE DAM STADIUM」シリーズ迄で機械本体のキースイッチのある機種の場合、標準ではそれらのキースイッチを押すと「cyber DAM BB」は精密採点（通称「初代」「無印」、以下本項では「初代」）、「Premier DAM」は精密採点II、「LIVE DAM」は精密採点DX、「LIVE DAM STADIUM」は精密採点DX-Gが表示される。但し、「Premier DAM」でも採点オプション（デンモク等の「採点」欄を選択）で「cyber DAM BB」と同じ初代も選べるが、「LIVE DAM」では精密採点DXのみしか選べず、II以前の精密採点が選べない。又、「LIVE DAM STADIUM」「LIVE DAM Ai」の両機種はDX以前の精密採点が選べない一方、前者はキースイッチを押した場合標準では「精密採点DX-G」が表示され採点オプションでは「DXデュエット/DXミリオン」もプレイ可能であり、後者はキースイッチは無いものの機械本体の「メニュー」ボタンから「採点」メニューのアイコンを押し同機種のメインコンテンツと言える精密採点「精密採点Ai」に加え前者の機種で搭載されている「精密採点DX-G/DXデュエット/DXミリオン」もプレイ可能である。因みに、単一の精密採点シリーズのみしか選べない機種は「cyber DAM BB」（初代）と「LIVE DAM」（DX）の2機種である。
点数表示は初代では50〜100点、II以降が0〜100点、DXミリオンは不明である。II以降、音程の細分化やビブラート・ロングトーンの優劣等、DX以降（主にDX-G・Ai）では表現力等も採点に勘案など採点基準の増強により、II以降では初代に比べ高得点が出にくい場合が多い。DXミリオンは例外で積算方式となっており、減点される事は一切無く、コンボの蓄積等で1000万点以上ものスコアを表示させる事も可能である。
「初代・プラス・II・DX」ともに、「club DAM MEMBERSHIPカード」もしくは「club DAM MEMBERSアプリ」設定済みのおサイフケータイでログインして採点すると、結果が公式サイト「clubDAM.com」に保存され、後でPCや携帯電話から確認可。「clubDAM.com」から採点結果を確認すると、「DX」以外では歌唱後の結果画面で整数のみだった得点が、小数第3位まで表示される。また専用のプリンターが接続されている場合は、Edy決済で300円を払い結果を印刷可。

## 搭載機種
精密採点（初代）
搭載機種：BB Cyber DAM（DAM-G100）、Premier DAM（DAM-XG1000/XG1000II）
リクエストNo.8100-06
音程・しゃくり・ビブラートのアイコンが信号機に見立てた形で右上に表示され、それ等を感知するとアイコンが光り点数に勘案される（音程はピンク、しゃくりは黄色、ビブラートは緑色で表現される）。
精密採点プラス
搭載機種：Cyber DAM G70（DAM-G70）
初代のマイナーチェンジ版であり、「リズム」に代わって「こぶし」が登場し、音程は「高音域」「中音域」「低音域」それぞれに対しても評価されるようになった。
精密採点デュエット
搭載機種：BB Cyber DAM Fstage（DAM-G100F1/F2）
初代の採点基準を用いて（ビブラートタイプは表示されない）2本のマイクで別々に採点を行い、「ふたりの息ぴったり度」も測定する。
精密採点II
搭載機種：Premier DAM（DAM-XG1000/XG1000Ⅱ）、CYBER DAM α（DAM-G50X）
リクエストNo.8100-14
精密採点IIでは、「ロングトーン（ビブラート）の上手さ」や「フォール」などの新たな採点基準が加わった他、「見えるガイドメロディー」という楽譜風のラインにピアノロールもしくは棒グラフ風のバーが画面最上部に表示され、自分の音程によって描かれる「歌唱軌跡」バーと重ね合わせる事で音程の見える化が成されており、歌唱中に「しゃくり」「ビブラート」「フォール」「こぶし」を検知すると、それぞれ対応するアイコンがバー上の検知ポイントに表示される。音程バーは初代と同じピンク色で表現されている。また、通常深緑色で表示される点数が、90点以上で銀色、95点以上で金色になり、得点表示の際の演出やBGMもそれによって多少変わる仕様になっている。
精密採点DX
搭載機種：LIVE DAM（DAM-XG5000/5000G/5000R)
リクエストNo.8100-21
精密採点DXは精密採点IIの採点方法を踏襲しているが、曲の最低音と最高音は他とは違う色のバーになっており、音程バーは黄緑色で表現されている他、「しゃくり」「ビブラート」、「こぶし」、「フォール」のアイコンのデザインも異なっている。採点結果は始めの画面で得点が小数第3位まで表示され、大まかな分析がレーダーチャートで表示される他、本人の歌唱に対しての特徴や評価等のコメントも表示される。次の画面で詳細な採点結果が表示される。80点未満、80点、90点、95点以上でBGMが変わり、90点以上の場合は冒頭で歓声や拍手が入ってくる。100点の場合は、点数の周りに虹色のエフェクトがかかる。さらに、SMART DAMかつEXILEの楽曲に限り、EXILE精密採点DXを利用できる。
精密採点DX-G
搭載機種：LIVE DAM STADIUM（DAM-XG7000/XG7000Ⅱ）、LIVE DAM Ai（DAM-XG8000）
リクエストNo.8100-39
精密採点DXのマイナーチェンジ版であり、音程バーは通常の楽曲では黄色、デュエット曲はそれぞれのパート別の色（男性は主に青色、女性は赤色）に変更されており、歌唱中は「しゃくり」「ビブラート」「こぶし」「フォール」の回数がリアルタイムで表示され、ビブラートの場合は演奏終了後回数と秒数が併記される。本作より新たに音程、表現力、ビブラートの「ボーナス点」が追加され、これらの要素が優れていると判断された場合、ボーナス点として点数が最大3点程度加算される。
精密採点DXミリオン
搭載機種：LIVE DAM STADIUM（DAM-XG7000/XG7000Ⅱ）、LIVE DAM Ai（DAM-XG8000）
リクエストNo.8100-47
従来の100点満点の採点方式ではなく、万単位の点数を出せる新しい採点で、こちらは例外扱いで積算方式となっており減点される事は一切無い。採点方式も他とは大きく異なり、所謂「音楽ゲーム」のような採点コンテンツとなっている。音程の正確さが音程バー1本ごとにGREAT、GOOD、BADの3段階で評価され、GOOD以上の評価でコンボが続く。この音程の正確さから算出される「音程スコア」と、「しゃくり」を始めとする各種テクニックとコンボ数から算出される「コンボ / テクニックスコア」を合算した「総合スコア」が得点となり、コンテンツのタイトル通り100万点単位の点数を出すことができる。コンボによって点数が大きく影響を受けるため、音程バーが多い曲ほど高い点数が出る傾向にあり、楽曲ごとに理論上獲得可能な最大点数は大きく異なる。なお、他の採点コンテンツが楽曲ごとに自己ベスト点数を保持するのに対し、精密採点DXミリオンでは楽曲関わらずこのコンテンツ内の自己ベストを保持するようになっている。音程バーやしゃくり等のアイコンの色やデザインは「精密採点DX-G」で使われている物に準ずる。但し、「精密採点DX-G」とは異なり歌唱中の「しゃくり」「ビブラート」「こぶし」「フォール」のリアルタイムのカウンター表示は無い。
精密採点DXデュエット
搭載機種：LIVE DAM STADIUM（DAM-XG7000/XG7000Ⅱ）、LIVE DAM Ai（DAM-XG8000）
リクエストNo.
精密採点DXのデュエットバージョン。
精密採点Ai
搭載機種：LIVE DAM Ai（DAM-XG8000）
リクエストNo.8100-51
LIVE DAM Aiに於けるメインと言える精密採点であり、業界初の人工知能を取り入れたコンテンツ。機械学習させた歌唱データによる「Ai感性」によって、より人の感情に近い採点を可能としており、精密採点DX-Gの複数種のボーナス点は集約され「Ai感性ボーナス」となっている。有名アーティストらの歌唱法も反映されている。ガイドメロディーの右下部分にはAi感性を表すメーターが表示されており、Ai感性の判定基準は従来から検知される技法の「しゃくり」「こぶし」「フォール」「ビブラート」に加えて、「アクセント」「ハンマリング・オン」「プリング・オフ」をはじめとした技法も、結果画面には表示されないが検知されるようになった。
精密採点Ai Heart
搭載機種：LIVE DAM WAO!（DAM-XG9000）
リクエストNo.8100-60
精密採点Aiのリニューアル版であり、人が実際に聴いて上手いと感じる“聴感"に着目したコンテンツ。精密採点Aiに於けるAi感性のメーターは「聴感」を表すハートエンジンに変更されており、新搭載のハートエンジンで、歌い方に合わせた5パターン（パワフル、ヒーリング、スマイル、テクニカル、バランス）に判定。結果画面では15種類のハートタイプに分類され、従来の「Ai感性ボーナス」より進化させた「ハートボーナス」として加点される。精密採点II以来「しゃくり」「ビブラート」「こぶし」「フォール」の4種の表現技法の検知回数が表示されていたが、新たに「アクセント」「ハンマリング」の2種類の表現技法の検知回数が表示されるようになった。歌唱後の分析レポートもさらに追加され、歌唱に関するアドバイスもより充実し、結果画面では全国平均点に加えて月次ランキングも表示されるようになった。歌唱中は音程バーと共に歌唱軌跡の細いラインが入っている。コンテンツ名に「AI」と付いているものの、前述の通りAi感性では無く「聴感」を基準としている他、表現技法や採点基準の項目が増加した事から、LIVE DAM Aiに於ける「精密採点Ai」とは全くの別物である。

## 採点基準
精密採点は、歌唱時に以下のような要素を検知し、演奏終了後に画面で通知する。
音程
楽曲ごとに設定されているメロディーライン（ガイドメロディー）に対する音程の正確さを判定する。ガイドと声の音程が一致すると、画面右上部の桃色のアイコンが点灯する。また精密採点II以降では、「見えるガイドメロディー」のバーと自分の「歌唱軌跡」のバーが重なるとバーの色が桃色（IIでは桃色、DXでは黄緑色、DX-Gが黄色、Ai及びAi Heartが金色）となり、音程が合っている事が視覚的に分かる。通知画面では楽曲全体通しての正確さが整数の百分率で表される。
加えて、精密採点プラスでは「高音域」「中音域」「低音域」それぞれの評価が5段階評価で5目盛のメータに示され、精密採点IIでは「低音」「高音」それぞれの評価が4種類のマーク（◎・○・△・×）で示される。また精密採点DX以降では音程正確率の変化が折れ線グラフで表示される（JOYSOUNDの分析採点にも見られる）。
精密採点DX以降では、演奏区間が終わるごとにガイドメロディーの左から右へ光が流れる。この光のパターンは5種類あり、演奏区間毎の音程正解率によって変化する（90%以上：虹色、80%～89％：黄色、70％～79％：赤、60％～69％：青、59%以下：光無し)
精密採点Ai Heartでは前述の「見えるガイドメロディー」の音程バーに加え、その中に歌唱軌跡の細いラインが表示されている。
しゃくり
設定された音程よりも低い音をまず発声し、そこから本来の音程に近づける歌唱法で、判定された場合、画面右上部の黄色いアイコン(DXは赤、DX-G以降はオレンジ）が光る（II以降ではバー上の検知ポイントに配置）。通知画面では合計回数で表される。
ビブラート
ある程度の音高を保って声を揺らす歌唱法を指す。ビブラートを検知した場合、採点に加算される。歌唱中にビブラートが検知されると、画面右上部の緑色のアイコンが光り、（II以降ではバー上の検知ポイントに配置）DX-G・Aiでは検知されるとリアルタイムで回数もカウントされる。通知画面では、1曲中での合計時間（秒単位。1秒未満の場合、小数点以下1桁も表示。初代・II・DXは99秒までしか表示されないが、DX-Gは100秒以上の数値も表示される）と回数（DX-G・Aiのみ）・揺れの波形がタイプ別診断で示される（精密採点デュエットでは波形タイプ診断は省略）。初代ではビブラートの多用のみでも点数が上がりやすいが、II以降はビブラートの多用のみでは得点は上がりにくい。
抑揚
抑揚（強弱）について判定し、得点に加算する。楽曲が幾つかのセクターに別れていて、セクターごとに最大音と最小音を比較して評価している。通知画面では、楽曲全体を通しての評価が11段階評価で5目盛のメータに示される。
演奏時間
結果画面には表示されないが、曲のどこまで歌ったかで得点が変わる。演奏時間が規定より短いと最高点が下がって100点満点にはならず、概ね2度めのサビまたは楽曲の後半で得点が漸増し、それ以降が100点満点となる。
リズム（精密採点プラスを除く）
伴奏に対して歌唱が速い場合には「走り」、遅い場合には「タメ」と判定され、いずれも減点対象になる。7段階のグラフメーターによって表される。
こぶし（精密採点プラス、精密採点II以降）
基本となる旋律の中で音を細かく動かす装飾音的な節回しで、判定された場合、青いアイコンが画面最上部バー上の検知ポイントに配置される。通知画面では合計回数で表される。
フォール（精密採点II以降）
設定された音程をまず発声し、そこから音程を下げていく歌唱法で、判定された場合、赤いアイコン(DX以降は紫)が画面最上部バー上の検知ポイントに配置される。通知画面では合計回数で表される。
アクセント（精密採点Ai Heart）
Aiより検知され、Ai Heartから検知回数が表示されるようになった表現技法。音の先頭を強調して歌唱する技法で、精密採点では音程の瞬時的な下降をアクセントとみなして検知している。
ハンマリング（精密採点Ai Heart）
アクセント同様、Aiより検知され、Ai Heartから検知回数が表示されるようになった表現技法。本来の音程から低い音で発声し、その後正しい音程へと段階的に音高を変化させる技法。弦楽器におけるハンマリング・オンが由来で、特性上しゃくりと二重で検知されやすい。
ビブラートの上手さ（精密採点II以降）
ビブラートの波形の美しさを評価する。通知画面では、楽曲全体を通しての評価が11段階評価で5個の緑色の★（DXは●、DX-G以降は◆）マークで示される。
ロングトーンの上手さ（精密採点II以降）
ロングトーン（同一音程で長く音を伸ばす）の美しさを評価する。通知画面では、楽曲全体を通しての評価が11段階評価で5個の桃色の★（DXは●、DX-G以降は◆）マークで示される。
分析レポート（精密採点DX以降）
演奏終了後、総合点数と共にトップ画面で本人の歌唱に対する特徴（長所・改善点等）がコメントで表示される。尚、総合点数が「00.000」と表示された場合は、コメント欄は何も表示されず空白となる。
ボーナスポイント（精密採点DX-G/Ai）
最初に表示される点数から、DX-Gでは音程・ビブラート・表現力が優れていると判断された場合、最大で3点程度これらのボーナスポイントが加算されて総合得点、Aiは全て「Ai感性ボーナス」として、Ai感性の優劣の度合いに応じて、最大で4点程度ボーナスポイントが加算されて総合得点、Ai Heartは「ハートボーナス」として人々が実際に聴いていて心地良く感じるかの聴感の優劣の度合いに応じて、最大で10点程度ボーナスポイントが加算されて総合得点となる。その他、リザルト等には表示されていないが、高周波成分を含む倍音等、声質に応じて、「裏加点」の項目もあり、歌い方や声質に依りマイナスとなったりプラスとなったりして調整される。
EXILE指数（EXILE精密採点DX）
80点未満で初ザイル、80点～83点でふつうザイル、83点～86点でアマザイル、86点～90点でウマザイル、90点～95点でプロザイル、95点以上でエグザイル級となる。結果画面では、背景にEXILEの各メンバーが登場する。
Ai感性（精密採点Ai）
精密採点Aiのみに搭載されている採点基準。演奏区間ごとにAiが歌唱を分析し、「Aiによる聞き心地」を評価する。ガイドメロディーの右下にメーターが表示されており、Ai感性がプラスならピンクの、マイナスだと青いバーが伸びる。リザルト画面には演奏区間ごとの棒グラフとAi感性の点数が100点満点で表示される。
聴感（精密採点Ai Heart）
精密採点Ai Heartのみに搭載されている採点基準。
全国平均（精密採点DX/DX-G/Ai/Ai Heart）
日本全国のログインされているユーザーの歌唱データーから算出。配信されて間も無い楽曲等は、全国平均点は表示されず、「センター集計中」（DAM★ともの公式サイトでは「0.000」）と表示され、ログインされている状態で数回以上歌われた実績がある時、初めて全国平均点が表示される様になる。尚、ログインされている状態で歌唱しないと、全国平均点には寄与されず、ログイン機能の無い機種やログインに対応していない店舗やデンモクで歌唱した場合は全国平均点の算出対象外となる。
月次ランキング（精密採点Ai Heart）
精密採点Ai Heartのみに搭載されている採点基準で、当該楽曲を歌唱した日本全国のログインされているユーザーの人数と本人自身の順位が表示されている。

## 豆知識
- 精密採点II以降では、楽曲に依り、歌詞のテロップとガイドメロディーが重なって表示される事があり、音程バーとビブラート・こぶし・しゃくり・フォールのアイコンの視認性が低下する事がある。
- 精密採点IIでは、音程の良し悪し（音程に於ける高音・低音の◎○△×の4段階評価）が大きく影響され、音程正確率の数値より得点の方が低くなる事も多い。
- 精密採点DX-G・Aiでは、音程正確率が芳しくなくとも歌声に強弱を付けたりする事で、抑揚や表現力が優れていると判断された場合はボーナス点で更なる上乗せを図る事も可能である。
- 精密採点DX-G・Aiではビブラート・こぶし・しゃくり・フォールは255回でカウントストップとなり（所謂「カンスト」）、それ以上の数値は表示されない。演奏時間が10分以上ある非常に長尺の楽曲であっても、ビブラート等の回数は255回でストップとなり、それ以上はカウントされない（例・「鉄道唱歌等、演奏時間が数十分に亘る長尺の楽曲）。
- 精密採点初代・II・DXではビブラートは99秒迄、しゃくり・こぶし・フォールは99回迄（こぶし・フォールは初代除く）しか表示されていないが、DAM★ともの公式サイトでは実際はシステム上100回以上及び100秒以上の数値も表示されている。
- 精密採点II・DX・DX-Gでは音程バーの空白域でも発声したりするとビブラート・こぶし・しゃくり・フォールのアイコンが表示される事があるが、Aiでは音程バーが表示されている範囲内でのみこれらのアイコンが表示され、音程バーの余白域（間奏部分等）で発声したりしてもビブラート等は感知されない様に調整されている。DX-Gでは、音程バーが表示されていない箇所でも発声したりするとビブラートやこぶし等を感知して回数がカウントされる事がある。
- 精密採点DX-Gは、LIVE DAM STADIUMでプレイした場合とLIVE DAM Aiでプレイした場合とでは結果画面のテロップのフォントの太さが若干異なっており、前者は太めとなっているのに対し後者は細めとなっている。
- シリーズ通して、歌唱中に「早送り」「巻戻し」「サビへ」ボタンを押すと一律2点減点となり、100点満点にはならなくなる。

## 精密採点が使用されているテレビ番組
- 関ジャニの仕分け∞ -「最強歌ウマ軍団にカラオケの得点で勝てるか仕分け」をはじめとする各種カラオケ企画で「精密採点DX」が使用されている。
  - 関ジャニ∞のTheモーツァルト 音楽王No.1決定戦
- 今夜、誕生!音楽チャンプ
- カラオケ★バトル
- THEカラオケ★バトル
- ぐるぐるスクール
- NMB48のやったんでぃ チューズディ

## 引用・出典